# 봉성초등학교 (전북)
봉성초등학교는 대한민국 전북특별자치도 완주군에 있는 공립 초등학교이다.

## 학교 연혁
- 1962. 03. 20 봉성분교장 개교
- 1963. 03. 01 봉성국민학교 인가
- 1965. 02. 12 제1회 졸업(52명)

1984. 03. 01 봉성국민학교 병설유치원 개원
1996. 03. 01 봉성초등학교로 교명 변경
1996. 03. 04 학교 급식 실시
2010. 03. 01 도지정 독서토론 연구학교 운영
2014. 02. 07 제50회 졸업 8명(계1,980명)
2014. 03. 01 제16대 박은숙 교장 취임
2014. 03. 01 초등 6학급 78명, 유치원1학급 12명
2014. 03. 01 교육부요청 도지정 교원평가 연구학교 운영

## 참고 자료
- 봉성초등학교 - 한국교육학술정보원 학교알리미